# Harcerski Festiwal Kultury Młodzieży Szkolnej „Kielce”
Harcerski Festiwal Kultury Młodzieży Szkolnej "Kielce" - odbywający się w Kielcach nieprzerwanie od 1974 roku festiwal muzyczny. Gromadzi młodych ludzi z całej Polski i zagranicy, którzy prezentują dotychczasowe osiągnięcia i doskonalą swoje umiejętności. Festiwal organizowany jest w lipcu i trwa około 2 tygodni. Organizatorem festiwalu jest Związek Harcerstwa Polskiego Komenda Chorągwi im. Stefana Żeromskiego w Kielcach. Wsparcia przy organizacji imprezy udziela także Prezydent Miasta Kielc, Wojewoda Świętokrzyski, Urząd Marszałkowski Województwa Świętokrzyskiego oraz Ministerstwo Edukacji Narodowej.

## Cele
Celem festiwalu jest prezentacja osiągnięć dziecięcych i młodzieżowych zespołów zarówno wokalnych jak i teatralnych czy tanecznych, doskonalenie umiejętności artystycznych podczas organizowanych warsztatów, wymiana doświadczeń i pomysłów pomiędzy uczestnikami festiwalu a także promocja kultury osobistej i artystycznej.

## Przebieg festiwalu
Tradycyjnie festiwal jest rozpoczynany barwnym korowodem, który z ulicy Henryka Sienkiewicza przechodzi do parku miejskiego im. Stanisława Staszica, gdzie prezydent miasta wręcza harcerzom klucze do miasta. W trakcie trwania festiwalu odbywa się wiele prezentacji, pokazów i koncertów zarówno dla zgromadzonej publiczności jak i uczestników festiwalu. Podczas imprezy organizowany jest także Jarmark Festiwalowy i Dzień Turystyki. Jest to okazja dla uczestników do prezentacji swoich regionów na przygotowanych przez siebie stoiskach. Uczestnicy poznają także najładniejsze zakątki Kielecczyzny podczas organizowanych wycieczek.
Na scenach Wojewódzkiego Dom Kultury, Kieleckiego Centrum Kultury i Teatru im. Stefana Żeromskiego mają miejsce prezentacje konkursowe zespołów muzycznych, tanecznych i teatralnych oraz solistów, którzy konkurują o nagrody festiwalowe: Złote, Srebrne i Brązowe "Jodły".
W połowie trwania festiwalu, w amfiteatrze na Kadzielni odbywa się koncert "Gospodarze Gościom", podczas którego na scenie występują artyści z Kielc i regionu świętokrzyskiego prezentując program artystyczny dla pozostałych uczestników. Festiwal kończy się Koncertem Galowym Laureatów, podczas którego wykonawcy nagradzani są "Jodłami".